# Louise-Félicité de Keralio
Pour les articles homonymes, voir Keralio.
Louise-Félicité Guynement de Kéralio, dite aussi Louise Robert, née le 27 août 1756 à Paris et morte le 31 décembre 1822 à Bruxelles, est une femme de lettres française.
Distinguée en tant que femme par son action politique résolue, elle est la première femme ayant fondé un journal, pendant la Révolution française. Elle est souvent considérée comme une précurseuse du féminisme, mais plusieurs historiens et historiennes contestent cette appréciation en considérant ses prises de position sur la place de la femme dans la société,.

## Biographie
Louise-Félicité nait le 27 août 1756 à Paris. Ses parents, Françoise Abeille et Louis-Félix Guynement de Kéralio, ne sont pas alors mariés. Ils le feront quelques mois plus tard, dans l'église parisienne de Saint-Jean-en-Grève, et pourront dès lors baptiser Louise, qui a alors six mois. Le baptême a lieu le 19 janvier 1757,
à Saint-Jean-Baptiste
,,, à Valence.
Louise-Félicité de Kéralio n’a que 16 ans lorsqu’elle se lance dans la carrière littéraire en traduisant, en 1772, les Nouveaux Extraits des mémoires de l’Académie de Sienne. Formée par son père, homme de lettres et professeur à l'École militaire, elle travaille beaucoup : traductions, recueils, fresque historique traitant de l'époque antérieure aux Stuarts de Catharine Macaulay et de l'histoire du règne d'Élisabeth Ire d'Angleterre. Son premier ouvrage, paru en 1785, est l’occasion de rendre un hommage appuyé à son père, vantant ses qualités intellectuelles. En 1786, son deuxième livre paru à son nom, Collection des meilleurs ouvrages françois, composés par des femmes, dédiée aux femmes françoises, est dédicacé à sa mère, traductrice et écrivaine, lui rendant un hommage plus genré.
En 1773, un projet de mariage avec Bernardin de Saint-Pierre ne voit pas le jour en raison de l'échec de ce cadet de Normandie à obtenir un poste à l’École royale militaire.
Elle fréquente la cour de Versailles entre octobre 1777 et avril 1782[réf. nécessaire].
Elle fait paraître une Histoire d’Elisabeth Ire, la reine d’Angleterre, à partir de 1786. Elle la juge une grande reine, car elle possède « tous les traits d’un caractère mâle ».
Elle crée, avec Jean Lagrange, par un acte de constitution du 1er avril 1786, une société « pour exploiter un commerce de librairie » qu'elle installe chez elle au 17 rue de Grammont à Paris. Cette dernière est dissoute en mai 1789. Ses parents se portent garants pour les dettes.
Elle est élue membre honoraire le 3 février 1787 à l'Académie des sciences, lettres et arts d'Arras. Robespierre, qui en est le président, préside la réception.
En juin 1787, Jacques Mallet du Pan écrit dans le Mercure de France pour commenter Histoire d’Élisabeth Ire, reine d’Angleterre : « Il existe une foule accablante d'histoires, d'historiographes et très peu d'historiens. Jusqu'ici nous n'avions pas vu en France d'historienne ; Mlle de Kéralio est je pense la première. »
En 1788, elle entre à la Société patriotique bretonne, tandis que son père entre à la Société des Amis de la constitution, l’année suivante.

### Journalisme et engagement politique républicain
Le 13 août 1789, Louise de Kéralio fonde, à Paris, le Journal d'État et du citoyen dont l'épigraphe est « Vivre libre ou mourir ». Elle est la première (et probablement la seule) femme à fonder et à être rédactrice en chef d’un journal au XVIIIe siècle. Elle change le titre de son journal pour Le Mercure national, sous-titré Journal d'État et du citoyen pour marquer la continuité, en décembre. Le journal reste hebdomadaire mais passe de 16 à 72 pages. Le titre évolue ensuite en Le Mercure national et Révolutions de l’Europe (septembre 1790), qui est une fusion avec le journal Les Révolutions de l'Europe d’Antoine Tournon. Ce dernier quitte la rédaction dès février 1791 pour fonder Le Mercure universel.
Le Mercure national continue sa publication, sur 32 pages, jusqu’à fin mars 1791. Lorsque le Liégeois Lebrun-Tondu se joint à la rédaction, le titre évolue en Le Mercure national et étranger - Journal politique de l’Europe, et Le tirage devient quotidien, du 16 avril au 5 juillet. Puis de nouveaux désaccords l’amènent à se retirer : elle termine sa carrière de journaliste en juillet 1791, quelques mois avant la naissance de sa fille Adélaïde, le 21 septembre 1791. Si ces différents titres ont une influence certaine dans le noyau des républicains et des jacobins, ces journaux se vendent peu, et l’aventure se termine par des dettes.
Elle anime, d'abord dans l’appartement de ses parents au deuxième étage de l'immeuble situé au 17 rue de Grammont puis au 2 rue des Marais-Saint-Germain et enfin au 10 rue de Condé, un club dans lequel nait l'idée du républicanisme adapté à la France et le parti républicain. Alphonse Aulard décrit, dans un article de 1898, le rôle du salon de mademoiselle de Keralio en indiquant que « le parti républicain est né en 1791 sur le canapé d'une femme de lettres, où on a pu dire qu'il tenait tout entier jusqu'au 10 août 1792 ».
Elle soumet au Garde des Sceaux, conjointement avec Louis Potier de Lille, le projet d'une imprimerie du district des filles Saint-Thomas, qui lui est refusé, le 12 novembre 1789, au motif que les femmes ne peuvent diriger une imprimerie. Elle ne fait pas état de cette discrimination dans son journal.
Elle épouse par contrat du 14 mai 1790, un patriote ardent, le cordelier Pierre-François-Joseph Robert : elle habite alors avec ses parents rue de Grammont nº 17 paroisse Saint-Eustache. Parmi ses témoins figurent Nicolas-Jean Hugou de Bassville, assassiné à Rome le 13 janvier 1793, et Louis Potier de Lille, mort guillotiné le 18 juin 1794 pour avoir participé à l'affaire des chemises rouges.
En décembre 1790, elle publie dans son journal un article intitulé « Sur l'influence des mots et le pouvoir du langage » où elle propose d'introduire le tutoiement en signe de fraternité. Elle est également à l'origine de la disparition des titres de civilité, Monsieur ou Madame, au profit de Citoyen et Citoyenne. Elle signe dès lors ses articles avec le mot Sœur (pour membre de la Société fraternelle de l'un et l'autre sexe) Louise Robert.
Elle participe à deux sociétés mixtes, la Société fraternelle de l'un et l'autre sexe (fondée par Dansart en février 1790) et la société des Indigents (fondée par Prudhomme en mars). Elle fait écrire à son mari, dès janvier 1791 : « Le Républicanisme adapté à la France » et dépense beaucoup d'argent pour la publication de ce journal[réf. souhaitée]. Elle se bat également contre l'esclavage colonial, sans être pour autant membre de la Société des amis des noirs. Elle figure en première ligne sur l'autel de la patrie, dans la terrible journée du 17 juillet 1791 (fusillade du Champ-de-Mars).
Elle est très liée à Danton, dont son mari est le secrétaire, et Camille Desmoulins, mais Lucile Desmoulins ne l'aime guère. Dans ses écrits de prison, Manon Roland lui est très hostile.
Elle s’oppose à l’entrée d’Etta Palm à la Société fraternelle, car elle vient du cercle social, qu’elle a beaucoup critiqué dans Le Moniteur, appelant leurs membres à apprendre aux femmes du Cercle « à se renfermer dans leurs maisons, à s’y rendre utiles et agréables à leurs maris, à leurs pères, à leurs frères, à y nourrir, à y former leurs enfants. » Pour empêcher l’admission d’Etta Palm, elle l’accuse d‘être une espionne et une mauvaise fille.
Le 6 août 1792, elle subit l'attaque de trois personnes qu’elle décrit comme des « honnêtes gens » (et qu'Aulard identifie comme des royalistes) qui tentent de lui enlever sa cocarde tricolore, se défend seule « avec un petit couteau, des réponses fermes et un rouleau de musique » et les met en déroute. Elle fait le récit de l'attentat à la tribune des Jacobins. Alors que la cocarde n’est obligatoire que pour les hommes, son intervention provoque un mouvement pour la rendre obligatoire aux femmes également fin septembre 1792. Elle réagit, en estimant qu’elle ne devrait pas être obligatoire, mais un droit réservé aux vraies citoyennes, c’est-à-dire les femmes mariées.
Durant toute cette période, elle a une importante activité au sein des journaux successifs qu’elle dirige ou codirige. Si ses idées politiques générales en font une républicaine avancée, sa pensée sur les droits et la place de la femme dans la société est très conservatrice. Si son journal publie en février 1790 un article (d’un auteur masculin) jugeant le divorce comme relevant du droit naturel, elle insère une note explicitement sexiste (« sans élever une faible lumière jusqu’à une discussion sur des points de loi, contre des hommes faits pour en décider »). Dans son numéro du 18 avril 1790, où Armand-Joseph Guffroy propose « d’admettre les femmes dans les assemblées primaires, pour délibérer sur le choix des municipalités », elle répond que « le plus grand bien que la constitution puisse faire, c’est d’écarter à jamais les femmes [du gouvernement] » pour ensuite assigner aux femmes leur place : le foyer, et leur rôle, l’éducation des enfants.
Pour Annie Geffroy, l’antiféminisme de Louise de Keralio est « une énigme, car sa pensée duelle-sexiste est en contradiction avec sa pratique, pionnière, de militante et de journaliste ».

### Exil en Belgique

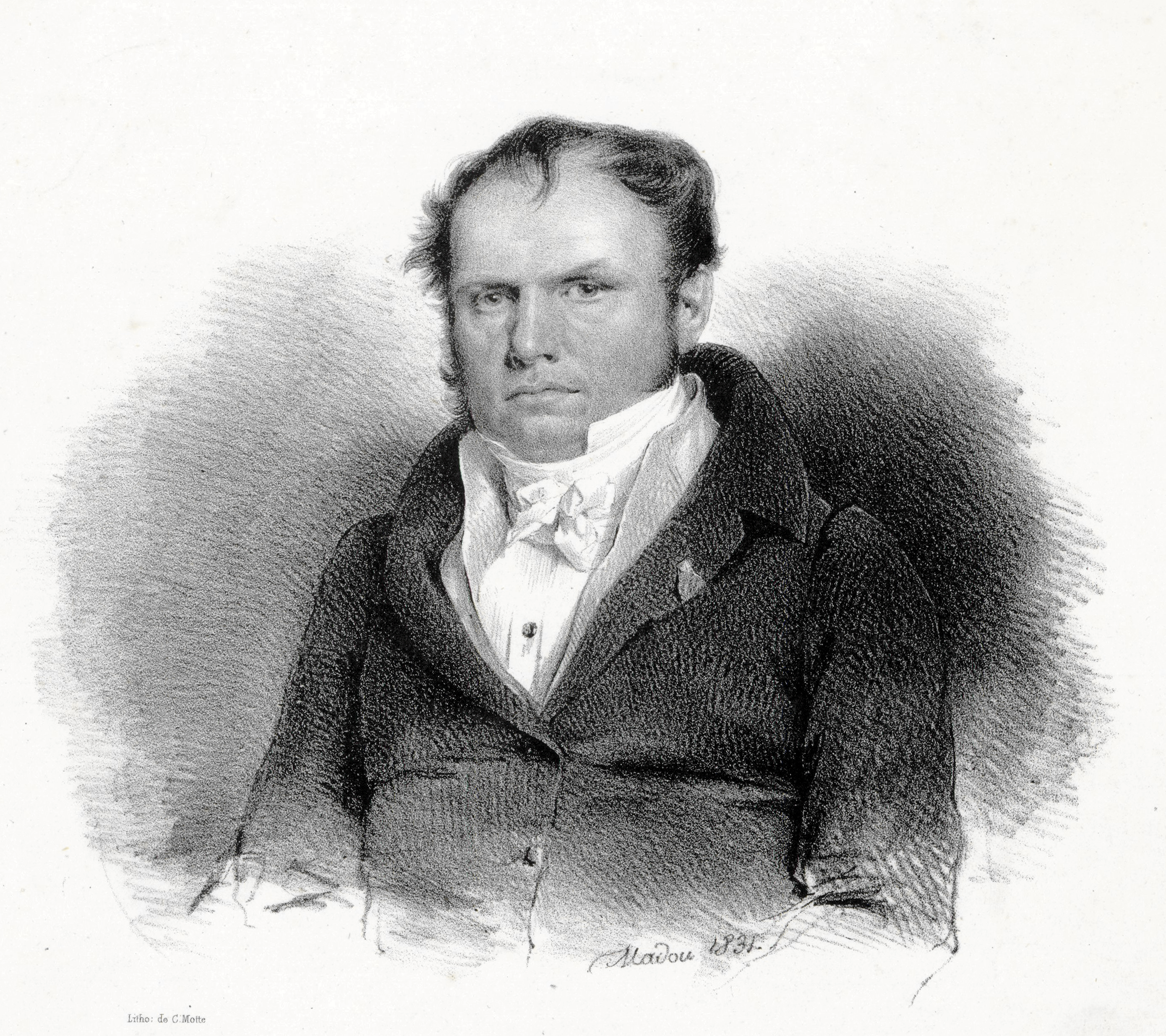
François-Joseph Fétis.

La famille de son mari est particulièrement intégrée dans la région de Dourbes. Son oncle, Hubert Bonaventure Robert, proche de la famille de Hamel, a acquis la sieurie de Dourbes-le-Mont en 1779. Louise de Kéralio et Pierre-François-Joseph Robert achètent, en  1799, le château des Hamel à Matagne-la-Petite et en deviennent les châtelains jusqu'en 1810, année où, ruinés, ils sont dans l'obligation de le vendre.
Robert est nommé sous-préfet de Rocroi durant les Cent-Jours, mais, ayant voté la mort du roi, il doit s'exiler à Bruxelles lors du retour de Louis XVIII. Il y devient commerçant en alcools. Leur fille Adélaïde Robert épouse le musicologue belge François-Joseph Fétis.

## Œuvres et traductions
- Les nouveaux extraits des mémoires de l’Académie de Sienne (traduction, 1772)
- Essai sur les moyens de rendre les facultés de l’homme plus utiles à son bonheur (traduction du livre de John Gregory, 1775)
- Histoire du grand-duché de Toscane sous le gouvernement des Médicis de Riguccio Galluzzi, en quatre volumes (traduction entre 1782 et 1784)
- Riguccio Galluzzi (auteur), Jean Baptiste Lefebvre de Villebrune (trad.) et Louise-Félicité de Kéralio (trad.), Histoire du Grand-Duché de Toscane sous le gouvernement des Médicis, t. 1, Rue et Hôtel Serpente, 1782 (lire en ligne)
- Adélaïde ou Mémoires de la marquise (commencé en 1776 et terminé en 1782)
- Voyage dans les Deux-Siciles (traduction de l'ouvrage de Henry Swinburne écrit entre 1777 et 1780)[b]
- Voyage en Suisse (1785)
- Censeur universel anglais (collaboration au journal 1785-1786)
- Histoire d'Élisabeth, reine d’Angleterre (1786-1788) — Sous le nom de Louise Félicité Robert
- État des prisons, des hôpitaux et des maisons de France en 1788, de John Howard
- Observations sur quelques articles du projet de constitution de Monsieur Mounier (essai politique 1789)
- Les crimes des reines de France, depuis le commencement de la monarchie jusqu'à Marie-Antoinette (1791[15])
- Discours sur l’administration des hôpitaux (1791)
- Une réponse à Louvet (1791, essai politique)
- L’étranger en Irlande ou Voyage dans les parties méridionales et occidentales de cette île (traduction 1805)
- Voyage en Hollande et dans le midi de l’Allemagne, sur les deux rives du Rhin (traduction 1806)
- Amélie et Caroline ou l’Amour et l’amitié (1808)
- Alphonse et Mathilde ou la Famille espagnole (1809)
- Rose et Albert ou le Tombeau d’Emma (1810)
- Éléments de construction (1810)

Elle édite de 1786 à 1789 14 volumes d’une Collection des meilleurs ouvrages françois, composés par des femmes, dédiée aux femmes françoises. En ligne : t. 1 ; t. 2 ; t. 3

## Postérité

### Notoriété
Louise-Félicité de Kéralio peut difficilement être considérée comme féministe, car elle ne prône pas l'égalité des sexes. Son idéal politique est une société sexiste. Dans son projet, les femmes sont exclues de la sphère politique, elles sont assignées à la sphère domestique.
Par contre, elle est incontestablement une pionnière de l’activité politique féminine. Elle est la première femme à être rédactrice en chef d'un journal politique. Elle signe ses articles en son nom propre. Ses positions ne sont pas celles de son père ni de son mari. Elle demande l'intégration des femmes, par le port de la cocarde, dans la société politique en 1793. Elle a été accusée, à tort très vraisemblablement, d'avoir écrit Les Crimes des reines de France, depuis le commencement de la monarchie jusqu'à Marie-Antoinette, publiés par L. Prudhomme, le plus violent pamphlet jamais écrit contre la présence des femmes au pouvoir, dont les deux éditions (1791, 1792) ont préparé l'opinion publique à l'exécution de la reine, et dont la réédition, de peu postérieure à l'évènement, l'a justifiée.

### Télévision
- documentaire Aux armes, citoyennes ! Les femmes dans la Révolution française d'Arté, 2025, réalisé par Mathieu Schwartz et Émilie Valentin. Participation de  Guillaume Mazeau.

### Hommages
- L'allée Louise-Félicité-de-Kéralio rappelle sa mémoire à Lorient[17].